# Josef Anton Hops
Josef Anton Hops (* 2. Juni 1720 in Mietingen; † 20. oder 23. Mai 1761 in Villingen) war ein deutscher Bildhauer und Maler.

## Leben und Werke
Hops war der Sohn des Bildhauers Johannes Hops. Zwei seiner älteren Brüder, Johann Adam und Franz Magnus Hops, wurden ebenfalls Bildhauer. Er war ein Schüler von Johann Michael Feichtmayr, mit dem er wahrscheinlich gegen Ende der 1740er Jahre die Klosterkirche in Zwiefalten ausstattete. Ulrike Kern hält es für möglich, dass er bei Joseph Christian aus Riedlingen lernte, der ebenfalls in Zwiefalten arbeitete. 1748 beantragte und erhielt er in Villingen das Bürgerrecht, und 1749 heiratete er die verwitwete Maria Katharina Schilling. Deren erster Mann, der Bildhauer Joseph Schupp (1713–1748), war am 26. April 1748 verstorben. Hops erlangte durch die Eheschließung die Möglichkeit, dessen Werkstatt weiterzuführen. Einer der Trauzeugen war ein Karl Christian, der später als Abt Columban der Abtei St. Trudpert im Schwarzwald vorstand und vermutlich zur Bildhauerfamilie Christian gehörte.
Hops schuf für die Benediktinerkirche (ehemalige Klosterkirche St. Georgen) in Villingen die Kanzel und mindestens auch den Altarunterbau – der Oberbau ist verloren –, ferner etwa ab 1750 die Hochaltarfiguren Zacharias und Elisabeth für die Bickenkapelle und später noch weitere Werke, die in die städtischen Sammlungen Villingens überführt wurden: einen Schrank aus der Johannitersakristei, ein Epitaph von 1761, ein Stehkruzifix und die kniende Figur des Antonius Eremita, außerdem ein Modell des Benediktinerkirchenaltars. Dass der Hochaltar der Klosterkirche St. Georgen in Villingen vor der Vernichtung im Zuge der Säkularisation bewahrt blieb, schreibt Ulrike Kern dessen unhandlicher Größe zu. Mit diesem Altar, den Hops 1760 zu reparieren hatte, blieben eine Madonna sowie die Figuren der heiligen Anna und des heiligen Joachim erhalten.
In den 1750er Jahren war Hops für die Karmeliterkirche in Rottenburg tätig und schuf die Statuen für die Kanzel sowie für sechs Altäre, außerdem die Immaculata über der Orgel. Sie fielen 1806 der Säkularisation zum Opfer.
Ungefähr aus der gleichen Zeit wie die Rottenburger Kunstwerke stammen die Apostelfiguren Thomas, Philippus und Jakobus der Jüngere in der Donaueschinger Pfarrkirche, die Hops 1753 schnitzte und die von Franz Anton Wittmer gefasst wurden. Dort befinden sich außerdem noch zwei große Rokokokonsolen aus dem Jahr 1758. Ein heiliger Aloisius und eine Immaculata, die ursprünglich für die Kirche in Grüningen geschaffen worden waren, gelangten ebenfalls nach Donaueschingen. Ein Spiegelrahmen, der sich zunächst im Haus Maggi-Grasselli befunden hatte, ging dann ins Pfarrhaus Donaueschingen über.
Eine Steinskulptur der heiligen Margareta von Antiochia schuf Hops im Jahr 1755 für die Propstei des ehemaligen Klosters St. Margarethen in Waldkirch. Im Jahr darauf vervollständigte er die von seinem verstorbenen Bruder Franz Magnus begonnenen Altäre für die Kirche in Langenenslingen, die nicht erhalten geblieben sind.
In der Seitenkapelle der Klosterkirche in Hedingen soll sich ein Wandepitaph des Josef Anton Hops befunden haben. Ulrike  Kern spricht 1986 von einem Epitaph im Pfarrhaus in Villingen, wo noch weitere seiner Werke zu finden seien. In Stuttgart gehören ein heiliger Joachim und eine Anna selbdritt zu den Museumsbeständen im Alten Schloss, in der Pfarrkirche in Bad Dürrheim befindet sich laut Kern ein heiliger Joseph mit Kind.
Hops starb offenbar kinderlos. Möglicherweise war er der Lehrmeister eines seiner Neffen, des Johannes Paul Hops. Es ist jedoch auch möglich, dass der 1734 geborene Johannes Paul Hops bei seinem Vater Johann Adam Hops lernte.